# نيكولا إيفانز
نيكولا إيفانز (بالإنجليزية: Nicola Evans)‏ هي لاعب هوكي الحقل أيرلندية، ولدت في 17 يناير 1990 في كونسكاي في جمهورية أيرلندا.